# Crenotrichaceae
Crenotrichaceae ist eine relativ kleine Familie von Umweltbakterien in der Ordnung Methylococcales der Gammaproteobacteria.
Typusgattung ist Crenothrix mit der Typusart Crenothrix polyspora (Brunnenfaden). Die Mitglieder dieser Gattung bilden wie der Brunnenfaden überwiegend zylindrische Zellen, die sich zu langen Fäden (bakteriellen Trichomen) verketten.
In der Genome Taxonomy Database (GTDB) geht die Familie Crenotrichaceae auf in der größeren Familie Methylomonadaceae (mit Typusgattung Methylomonas).
Die Fähigkeit zur Oxidation des Treibhausgases Methan wurde experimentell an Filamenten von Crenothrix-Bakterien bestätigt, die aus vom Menschen geschaffenen Habitaten (wie Brunnen, gefassten Quellen etc.) stammen;
die ersten dieser Methan-oxidierenden Gammaproteobakterien (Gamma-MOB) wurden identifiziert 2006 von Stoecker et al. (Brunnenfaden Crenothrix polyspora) und 2007 von Vigliotta et al. (Clonothrix fusca).
Habitate sind neben den genannten Quellen, Brunnen und Wasseraufbereitungsanlagen auch Seen; diese Vertreter werden lakustrisch genannt (englisch lacustrine, von lateinisch lacus ‚See‘). Darüber hinaus gibt es auch Hinweise aus der Metagenomik auf marine Stämme.

## Systematik
Lange Zeit war die systematische Einordnung des Brunnenfadens (Crenothrix polyspora) nicht möglich; auch über die Physiologie waren keine Details bekannt. Der Grund hierfür ist, dass es nicht gelungen war, Crenothrix polyspora zu kultivieren, d. h. unter Laborbedingungen zum Wachsen zu bringen. Die 16S-rRNA-Basensequenz des Brunnenfadens deutete dann 2006 darauf hin, dass das Bakterium der Gattung Methylobacter zuzuordnen ist oder ihr nahe steht.
Während heute diese Bakterien allgemein in die Ordnung Methylococcales klassifiziert werden, ist die Taxonomie auf Familienebene noch im Fluss.
Die List of Prokaryotic names with Standing in Nomenclature (LPSN) sieht eine kleine Familie Crenotrichaceae als Schwesterfamilie der großen Familie Methylococcaceae, während die Genome Taxonomy Database (GTDB) viele der Methylococcaceae-Gattungen ausgliedert und zusammen mit der Gattung Crenothrix in eine größere Familie Methylomonadaceae stellt.
Die hier angegebene Systematik folgt grundsätzlich der LPSN,
dazu kommen Ergänzungen nach der Taxonomie des National Center for Biotechnology Information (NCBI und der GTDB, diese sind durch ein hochgestelltes (N) respektive (G) gekennzeichnet (Stand 28. August 2024):
Familie Crenotrichaceae Hansgirg 1888 (Approved Lists 1980)
- Gattung „Clonothrix“ Roze 1896
  - Spezies „Clonothrix fusca“ Roze 1896
  - AW-b,[11] – Filter einer Wasserpumpe aus einem artesischen Brunnen in einem Agrarbetrieb in Salento, Apulien[9]

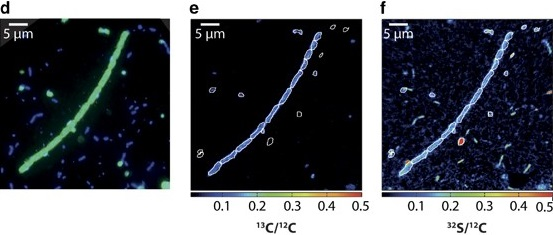
Crenothrix sp., aus den oberen Schichten des Zugersees (oxische Umgebung), zeigt Fadenbildung. Die jeweiligen Bildgebungsverfahren zeigen verschiedene Isotopenverhältnisse an.

- Gattung Crenothrix Cohn 1870 (Approved Lists 1980)
  - Spezies Crenothrix polyspora Cohn 1870 (Approved Lists 1980) [Brunnenfaden]
    - RSM_CP1, Referenzstamm(G) – Metagenom einer Probe aus dem Sandfilter der Trinkwasseraufbereitungsanlage(N)[12] Wolfenbüttel, Deutschland („Sandfilter Crenothrix bin 1“)[6]
    - HRSG-E1-bin-49(N) – Süßwassersee-Metagenom[13]
    - HRSG-H13-bin-112(N) – Süßwassersee-Metagenom[14]

  - Spezies Crenothrix polyspora_B(G) (GTDB: abgetrennt von Crenothrix polyspora, NCBI: synonym)
    - RSM_CP2, Referenzstamm(G) – Metagenom einer Probe aus dem Sandfilter der Trinkwasseraufbereitungsanlage(N)[15] Wolfenbüttel, Deutschland („Sandfilter Crenothrix bin 2“)[6]

  - Spezies Crenothrix sp005239965(G) (NCBI: synonym mit Methylobacter tundripaludum , Methylococcaceae)
    - Bin_16_1, Referenzstamm(G) – Quellwasser der Alpen-Thermalquelle Comano, Trentino[16]

  - Spezies Crenothrix sp. AW-a
    - AW-a[17] – Filter einer Wasserpumpe aus einem artesischen Brunnen in einem Agrarbetrieb in Salento, Apulien[9]

  - Spezies Crenothrix sp. D3[6][18] [UBA4132 sp002134785(G)]
    - D3 – aus dem geschichteten (meromiktischen) Zugersee, Schweiz[18]

  - Spezies Crenothrix sp. China:harbin
    - China:harbin – von einem Biofilter zur Entfernung von Ammoniak, Eisen und Mangan[19]
- Gattung Toxothrix Molisch 1925 (Approved Lists 1980)[20] (NCBI: zu Bacteroidota)[21]
  - Spezies Toxothrix trichogenes (Cholodny 1924) Beger 1953 (Approved Lists 1980) [Leptothrix trichogenes Cholodny 1924]
    - Stamm „Kiew“ – aus einem Wasserbecken am Fluss Dnjepr bei Kiew[20]
    - Stamm „Lower Michigan“ – aus eisenhaltigem Quellwasser, in Leitungswasser und in einem kleinen Waldteich in Lower Michigan, USA.[22]
- ohne Gattungszuweisung
  - Spezies: Crenotrichaceae bacterium isolate HyVt-476
    - HyVt-476 – Metagenom von einer Gesteinsprobe aus einem hydrothermalem Schlot, Lau-Becken (Lau Basin),[23] Tonga[24]

### Methylomonadaceae (Systematik nach der GTDB)

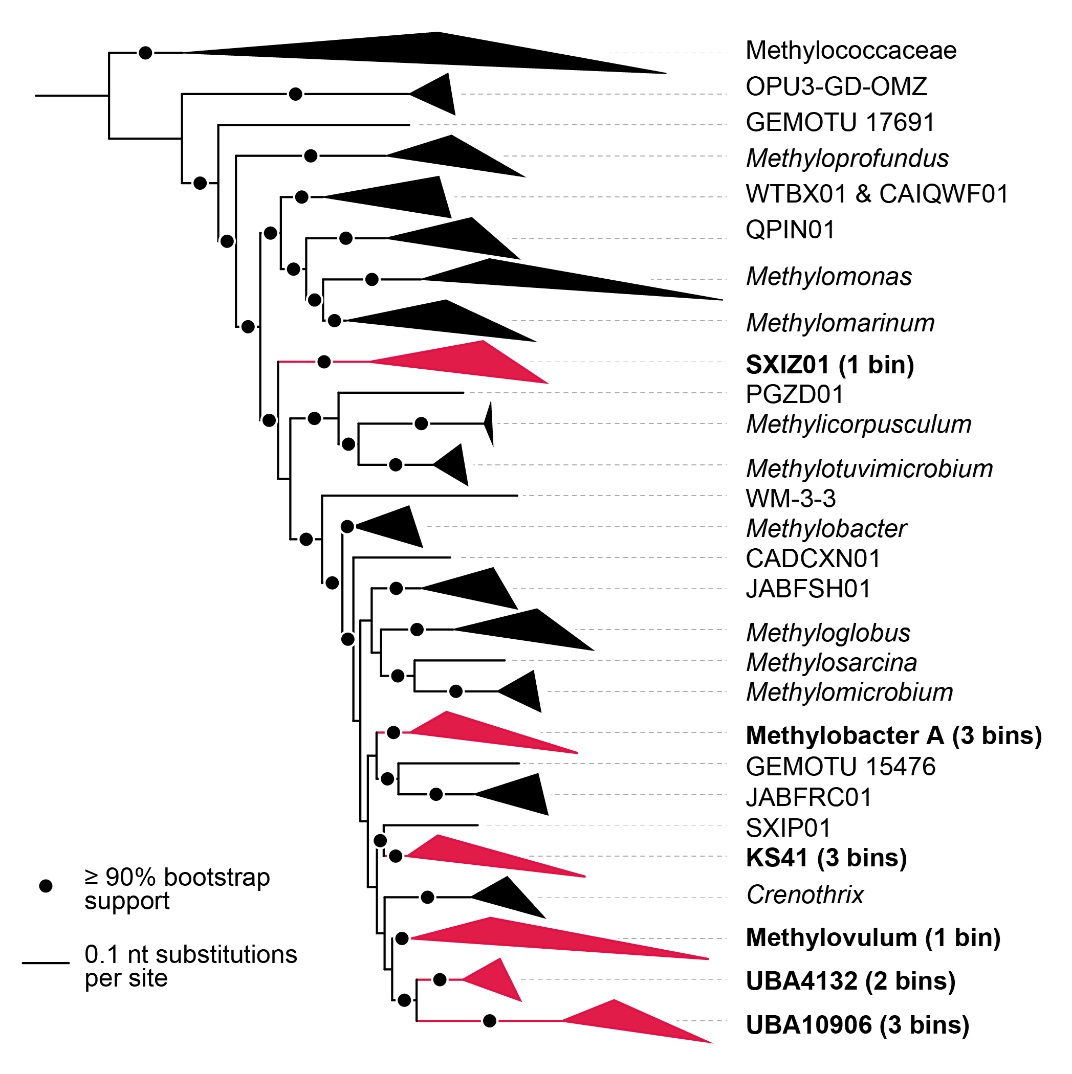
Phylogenetischer Baum der Gamma-MOB vom Zugersee in der Taxonomie der GTDB.

In der Genome Taxonomy Database (GTDB) gehört die Gattung Crenothrix zusammen mit der Gattung Methylomonas (und einigen weiteren) in eine gemeinsame Familie, die dort Methylomonadaceae heißt. Die beiden Gattungen Clonothrix und Toxothrix sind in der GTDB nicht gelistet, daher ist die dortige Systematik verträglich mit der Annahme, dass die Bezeichnung Crenotrichaceae dort ein Synonym für Methylomonadaceae ist.
Die Systematik der Familie Methylomonadaceae nach der GTDB ist (auszugsweise) wie folgt (Stand 30. August 2024):
Familie Methylomonadaceae
- Gattung Crenothrix – LPSN: Crenotrichaceae
- Gattung Methylicorpusculum – LPSN: Methylococcaceae
- Gattung Methylobacter – LPSN: Methylococcaceae
  - Spezies Methylobacter luteus, Methylobacter marinus
- Gattung Methylobacter_A  – abgetrennt von Methylobacter
  - Spezies Methylobacter_A oryzae, Methylobacter_A oryzae_A, Methylobacter_A titanis
  - Spezies Methylobacter_A tundripaludum
  - Spezies Methylobacter_A tundripaludum_A [Methylobacter sp. SV96]
    - SV96
- Gattung Methylobacter_B  – abgetrennt von Methylobacter
  - Spezies Methylobacter_B favarae [Methylobacter_B favarae]
    - METHB21 [Methylobacter favarea isolate METHB21(N)]
- Gattung Methylobacter_C [KS41[7]]  – abgetrennt von Methylobacter
  - Spezies Methylobacter_C polyspora_A
  - Spezies Methylobacter_C psychrophilus
  - Spezies Methylobacter_C sp002862125 [Methylobacter sp. KS41]
- Gattung Methyloglobulus – LPSN: Methylococcaceae
- Gattung Methylomarinum – LPSN: Methylococcaceae
- Gattung Methylomicrobium – LPSN: Methylococcaceae
- Gattung Methylomonas – LPSN: Methylococcaceae
- Gattung Methyloprofundus – LPSN: Methylococcaceae
- Gattung Methylosarcina – LPSN: Methylococcaceae
- Gattung Methylotuvimicrobium – LPSN: Methylococcales ohne Familienzuordnung
- Gattung Methylovulum – LPSN: Methylococcaceae
- Gattung CAIQWF01
  - Spezies CAIQWF01 sp903875455
    - LaPlata_bin-4072 [Pseudomonadota bacterium isolate LaPlata_bin-4072(N)]
- Gattung JABFRC01
  - Spezies JABFRC01 sp013141375
    - P-RSF-IL-13 [Methylococcaceae bacterium isolate P-RSF-IL-13(N)]
- Gattung JABFSH01
  - Spezies JABFSH01 sp013140705
    - WB-IL-06 [Methylococcaceae bacterium isolate WB-IL-06(N)]
- Gattung OPU3_GD_OMZ
  - Spezies OPU3-GD-OMZ sp001901525 [Methylococcales bacterium OPU3_GD_OMZ(N)]
- Gattung PGZD01
  - Spezies PGZD01 sp002843155 [Gammaproteobacteria bacterium HGW-Gammaproteobacteria-3(N)]
    - HGW-Gammaproteobacteria-3
- Gattung SXIP01 sp005772825
  -     - F1-120-MAGs053 [Methylococcaceae bacterium isolate F1-120-MAGs053(N)]
- Gattung SXIZ01[7] – NCBI: Methylococcaceae
  - Spezies SXIZ01 sp005779525
    - OPU3_GD_OMZ [Methylococcaceae bacterium isolate F1-120-MAGs053]
    - F1-120-MAGs066 [Methylococcaceae bacterium isolate F1-120-MAGs066(N)] – Süßwasser-Metagenom, Fuxian-See bei Yuxi, Yunnan, China

  - Spezies SXIZ01 sp947505105
    - ZH-Oct18-51 [Methylococcaceae bacterium isolate ZH-Oct18-51(N)] – MAG vom Zürichsee bei Thalwil (47,3° N, 8,5667° O)[27]
- Gattung UBA10906[7] – NCBI: Methylococcaceae
  - Spezies UBA10906 sp003542275 [Methylococcaceae bacterium isolate UBA10906]
    - UBA10906 – aquatisch
- Gattung UBA4132[7] – NCBI: Methylococcaceae
  - Spezies UBA4132 sp002134785 [Crenothrix sp. D3[6][18]]
    - D3[28] – aus dem geschichteten (meromiktischen) Zugersee, Schweiz[18]

  - Spezies UBA4132 sp002380945 [Methylococcaceae bacterium UBA4132[29]]
    - UBA4132 – Boden-Metagenom[29]

  - Spezies UBA4132 sp903902705(G)
    - ZH-Oct18-22 [Methylococcaceae bacterium isolate ZH-Oct18-22(N)[30]] – MAG vom Zürichsee bei Thalwil (47,3° N, 8,5667° O)[30]
- Gattung WM-3-3
  - Spezies WM-3-3 sp002928495
    - WM.3.3 [Methylobacter sp. isolate WM.3.3(N)]
- Gattung WTBX01
  - Spezies WTBX01 sp013138855
    - GLR68 [Methylococcaceae bacterium isolate GLR68(N)]

## Toxothrix trichogenes
Toxothrix trichogenes ist die einzige Art (Spezies) in der Gattung Toxothrix (monotypisch).
Im Jahr 1924 beschrieb Cholodny als erster ein Bakterium, das flexible verdrillte Bündel (englisch twisted bundles) dünner Fäden (Filamente! bakterielle Trichome) produziert, die oxidiertes Eisen enthalten. Dieses Bakterium wurde in einem Wasserbecken am Fluss Dnjepr bei Kiew beobachtet. Er nannte diesen Organismus Leptothrix trichogenes (fadenproduzierenden Leptothrix). Seine Zellen maßen im Durchmesser etwa 0,5 µm und waren zu Trichomen von bis zu 400 µm Länge verbunden. Es wurde auch eine eigentümliche Bewegung beobachtet: Das U-förmige Trichom glitt mit seinem abgerundeten Teil nach vorne; beide Enden des Trichoms hinterließen Bündel von verdrehten Biopolymerfäden wie parallele „Eisenbahnschienen“. Gelegentlich schienen Teile der Bündel sich auch breiter aufzufächern.
Im Jahr 1970 führte die Verwendung eines teilweise im Wasser des Habitats untergetauchten Mikroskops zur kontinuierlichen Beobachtung des ungestörtem Aufwuchs der Bakterien auf Objektträgern zur Wiederentdeckung der Toxothrix-Organismen als lange, oft U-förmige und hochflexible Bakterienfäden.
Die direkte Beobachtung ihres Wachstums und ihrer Bewegungen auf eingetauchten Objektträgern zeigte, dass die Toxothrix-Trichome mehrere Schleimstränge produzieren, die in typischer Weise verdrillt sind. Auch fächerförmige Schleimstrukturen und parallele Bahnen („Eisenbahnschienen“) wurden direkt von U-förmigen Organismen als Ergebnis des Vorwärtsgleitens und -rollens gebildet.
Chemische Eisenablagerungen auf den einzelnen Schleimsträngen solcher Bahnen machten diese starr und spröde; diese Eisenablagerung erfolgte auch in Abwesenheit von lebenden Trichomen.

## Geschichtete Seen als Habitat

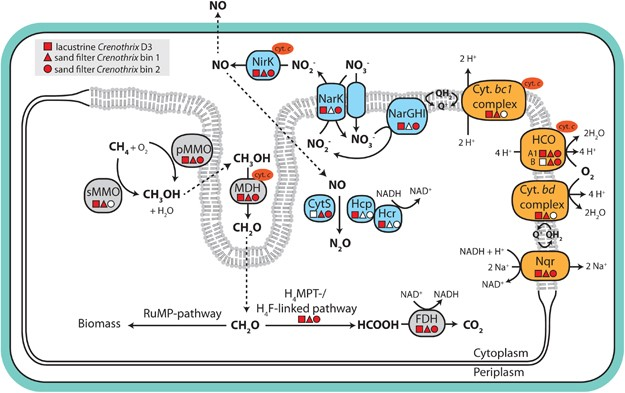
Vorhergesagter Metabolismus (Methan und Stickstoff) von Crenothrix-Arten aus der Trinkwasseraufbereitungsanlage Wolfenbüttel und aus geschichteten Seen (Zugersee, Rotsee). Identifizierte Gene habe rote, fehlende haben weiße Symbole:
□ Crenothrix sp. D3 [UBA4132 sp002134785], lakustrisch
△ Sandfilter-Crenothrix bin 1, Crenothrix polyspora RSM_CP1
○ Sandfilter-Crenothrix bin 2; Crenothrix polyspora_B RSM_CP2 (Stamm in der GTDB abgetrennt in eigene Spezies)
----
Methanoxidationsweg (graue Kästen), die aerobe Atmungskette (orangefarbene Kästen) und der Pfad der Nitratatmung (blaue Kästen).

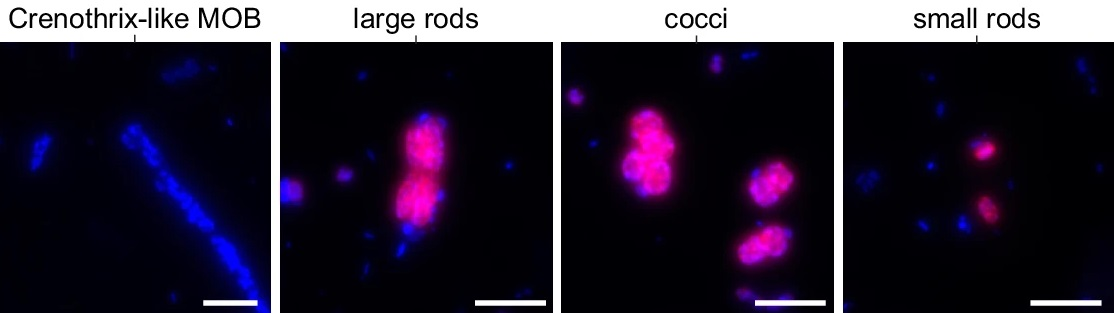
CARD-FISH-Aufnahme von Gamma-MOB (Methan-oxidierende Gammaproteobakterien, Methylococcales) aus dem Zugersee, klassifiziert nach ihrer Morphologie (Crenothrix-artig filamentös, große Stäbchen, Kokken, kleine Stäbchen). Balken jeweils 3 µm.

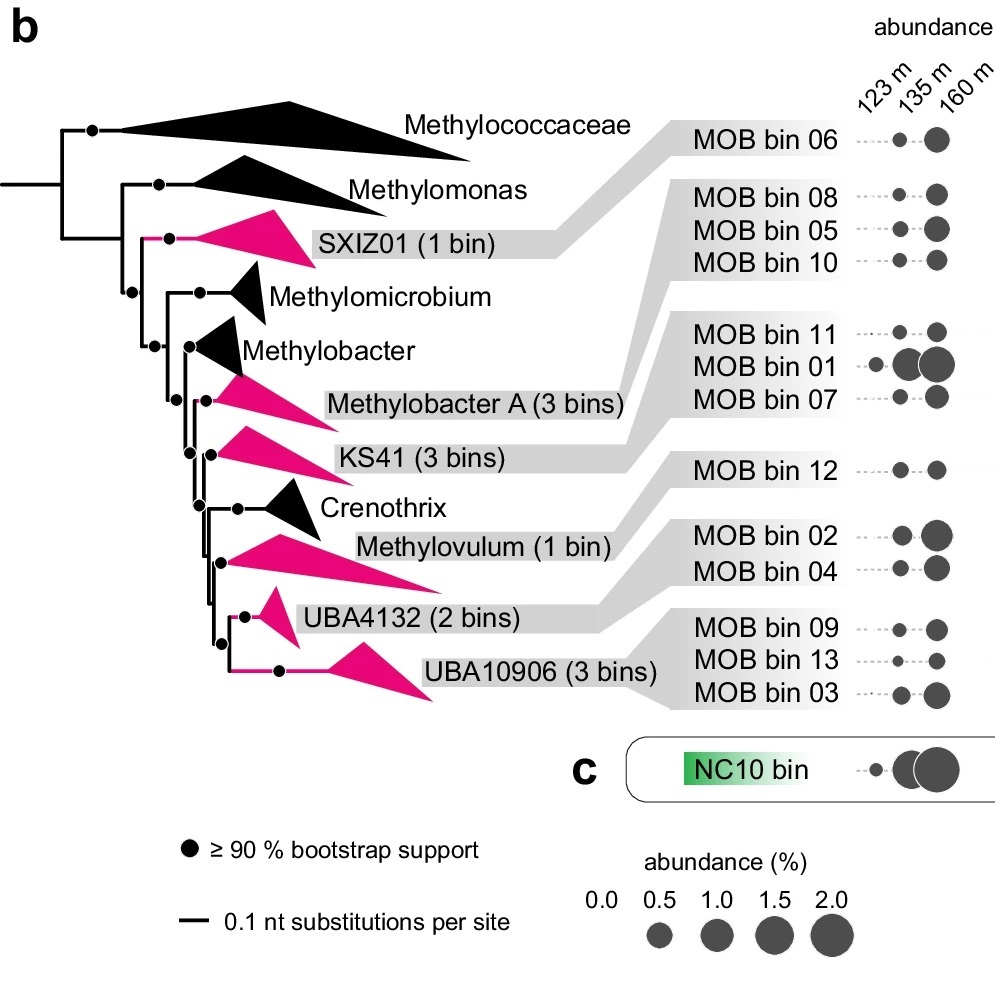
Phylogenetischer Baum der Gamma-MOB (Methylococcales) und Häufigkeit dieser Bakterien sowie der NC10-MOB (Methylomirabilota) im geschichteten Zugersee in Abhängigkeit von der Tiefe.

Die lakustrischen Gamma-MOB, d. h. die in Seen vorkommenden Methan-oxidierender Gammaproteobakterien aus dieser Familie sind von besonderem Interesse, das sie die natürliche Produktion dieses starken Treibhausgases mindern.
Speziell methanoxidierende Bakterien (englisch Methane-oxidizing bacteria, MOB) stellen allgemein  eine wichtige biologische Schadstoffsenke dar und können der Erde einen natürlicher Schutz bieten, indem sie den Treibhauseffekt mindern.
Dazu wurden die zentralschweizer Seen Zugersee und Rotsee genauer untersucht.

### In der sauerstoffarmen Zone (Oxykline)
Methan (CH4) ist ein starkes Treibhausgas, das in verschiedenen Meeres- und Süßwasserumgebungen reichlich produziert wird.
Einige Archaeen und auch bestimmte Bakterien besitzen als Methanotrophe die Fähigkeit, zur Energiegewinnung Methan zu oxidieren; ihr relativer Beitrag zum Methanabbau kann aber in den verschiedenen aquatischen Lebensräumen sehr variieren.
Im Jahr 2006 wurde von Stoecker et al. der Brunnenfaden Crenothrix polyspora als MOB identifiziert, im Jahr 2007 folgte dann Clonothrix fusca durch Vigliotta et al.
Nach neueren Zuordnung der Crenothrix-artigen Bakterien (englisch Crenothrix-like bacteria) zu den Gammaproteobakterien wird diese Gruppe auch als Gamma-MOB (englisch Methane-oxidizing gammaproteobacteria, gamma-MOB) bezeichnet.
Crenothrix-Bakterien (Brunnenfaden) werden seit 1870 in Süßwasserquellen und -brunnen und als Verunreinigungen in der Trinkwasserversorgung gefunden. Inzwischen sind aber sog. lakustrische Vertreter aus verschiedenen Seen bekannt, seitdem im Jahr 2017 von Kirsten Oswald et al. erstmals zwei Seen – Rotsee und Zugersee – in der Zentralschweiz untersucht wurden, um die Rolle der Gamma-MOBs im natürlichen Methankreislauf zu erforschen.
Beide Seen sind geschichtet, aber während der tiefe Zugersee ganzjährig geschichtet (meromiktisch) bleibt, wird der flache Rotsee gelegentlich (etwa jedes Jahr mal) durchmischt (oligomoktisch).
Beide sind Beispiele für gemäßigte Seesysteme, haben dabei ein methanreiches Hypolimnion und Methanflüsse über die Oxykline. Der Begriff Oxykline bezeichnet eine allgemeine Grenzschicht mit konstanter Sauerstoffkonzentration zwischen der oxischen (sauerstoffreichen) und der anoxischen (sauerstofffreien) Grenzfläche in einem geschichteten See..
Die Autoren untersuchten das Vorkommen und die Beteiligung der Gamma-MOB an der Methanoxidation an und unterhalb der Oxykline beider Seen.
Sie stellten fest,  das in beiden Seen ein beträchtlicher Teil des nach oben diffundierenden Methans an der Basis der Oxykline bei dortigen niedrigen  Sauerstoffkonzentrationen im mikromolaren Bereich pro Liter von mit Crenothrix polyspora verwandten Gamma-MOB oxidiert wird. Belegt durch die Zunahme der Zellhäufigkeit und die Aufnahme von 13C-Methan in ihre Biomasse zeigen diese Bakterien ein schnelles Wachstum auf Methan.
Die einzelligen Gamma-MOB sind so in der Lage, im Rotsee und im Zugersee eine stabile Gemeinschaft an der Oxykline zu bilden.
Kirsten Oswald et al. fanden als Vertreter der Gattung Crenothrix einen als D3 bezeichneten Stamm (Spezies Crenothrix sp. D3 – in der GTDB als UBA4132 sp002134785 einer abgespaltenen Crenothrix-Schwestergattung mit der provisorischen Bezeichnung UBA4132 zugeordnet).
Gamma-MOB gelten als Aerobier, die für die Methanaktivierung Sauerstoff benötigen, obwohl einige kultivierte Vertreter die Methanoxidation unter denitrifizierenden Bedingungen durchführen können.
Die Autoren fanden, dass lakustrische Crenothrix-Vertreter nicht nur mit Sauerstoff (aerob), sondern interessanterweise auch unter sauerstoffarmen (hypoxischen) oder gänzlich sauerstofffreien (anoxischen) Bedingungen methanotroph wachsen können.
Die Genome von Crenothrix-Spezies kodieren sowohl für die Atmung von Sauerstoff als auch für die Reduktion von Nitrat (NO3−) zu Lachgas (N2O) – einem anderen Treibhausgas.
Die beobachtete Häufigkeit und das planktonische Wachstum von Crenothrix-Spezies deuten darauf hin, dass diese Methanotrophen als relevante biologische Senke für Methan in geschichteten Seen fungieren können und im Zusammenhang mit dem Abbau von Methan in der Umwelt berücksichtigt werden müssen.
Insgesamt gehören umweltrelevante Vertreter der Gamma-MOB in Seen und anderen Süßwasserhabitaten zu den „klassischen“ Gattungen Methylobacter, Methylomonas, Methylosarcina und Methylomicrobium.

### Im der sauerstofffreien Zone (Hypolimnion)
Lakustrische Methanemissionen werden durch aerobe MOB, die in der Regel an der oxischen/anoxischen Grenzfläche (Oxykline) am aktivsten sind, stark gemindert.
Aerobe methanotrophe Aktivität wird gewöhnlich MOB aus den Klassen der Alpha- oder Gammaproteobakterien zugeschrieben. Diese aktivieren Methan über eine Methan-Monooxygenase, die zunächst die Oxidation von Methan zu Methanol unter Verwendung von molekularem Sauerstoff (O2) katalysiert.
Zwar zeigen Gamma-MOB in der Regel die höchste Aktivität unter hypoxischen Bedingungen und gedeihen daher in der Wassersäule hauptsächlich an der oxisch-anoxischen Schnittstelle (Oxykline).
Allerdings wurden Crenothrix-artige Bakterien der Ordnung Methylococcales auch im tieferen anoxischen Seewasser gefunden.
Interessanterweise war die Methanassimilationsaktivität unter hypoxischen (sauerstoffarmen) und anoxischen (sauerstofffreien) Bedingungen sogar recht ähnlich.
Eine weitere Gruppe methanoxidierender Bakterien ist NC10 (Methylomirabilota, Methylomirabilis-ähnliche MOB).
Auch bei ihnen wird die Methanoxidation durch eine Methan-Monooxygenase vermittelt und ist daher sauerstoffabhängig.
Diese Bakterien koppeln jedoch die Methanoxidation mit der Denitrifikation über einen speziellen Stoffwechselweg, bei dem in der Zelle über eine Dismutation von Stickstoffmonoxid Sauerstoff entsteht, wodurch sie auch in anoxischen Umgebungen gedeihen können.
Die Crenothrix-artigen Gamma-MOB können nun offenbar ebenfalls unter anoxischen Bedingungen sowohl Methanotrophie durch Fermentation als auch Denitrifikation betreiben, was ihre weite Verbreitung in anoxischen Lebensräumen wie geschichteten Wassersäulen (Hypolimnion) erklärt.
Sina Schorn et al. hatten in ihrer Studie 2024 anhand der MOB des Zugersees untersucht, wie sie bewerkstelligen.
Neben den Gamma-MOB wurden im anoxischen Bereich auch NC10-Bakterien (ähnlich Methylomirabilis limnetica) gefunden, die auch zur Methan-Oxidation ohne Sauerstoff fähig sind.
Anhand der Zellmorphologie ließen sich unter den Gamma-MOB neben den filamentösen (fadenförmigen, d. h. Crenothrix-artigen) drei weitere Gruppen unterscheiden: kleine stäbchenförmige, große stäbchenförmige und kokkoidale (kugelige), die jeweils in verschiedenen Tiefen vorherrschen.
Taxonomisch gehören diese innerhalb der Ordnung Methylococcales zu den Gattungen
Methylobacter_A (in der GTDB abgetrennt von Methylobacter) und Methylovulum, sowie zu den nicht kultivierten Kladen (in der GTDB im Gattungsrang) SXIZ01, KS41 (syn. Methylobacter_C), UBA4132 und UBA10906. In diesen wurden mehrere an der Fermentation (Gärung) beteiligte Gene identifiziert, insbesondere alle Gene des Mischsäuregärungsweges, die MOB in die Lage versetzen, Methanverbindungen durch Gärung zu metabolisieren.